# ロヴィーサ原子力発電所
ロヴィーサ原子力発電所（フィンランド語：Loviisan ydinvoimalaitos）はフィンランド共和国、ウーシマー県、ロヴィーサに存在する原子力発電所である。

## 概要
フィンランドで初となる原子力発電所として、1971年に建設が開始された。当時、冷戦下のフィンランドは隣国ソビエト連邦を核とした東側陣営と、アメリカ合衆国を中心とした西側陣営の狭間にありフィンランド化と呼ばれる状態にあった。その過程の中で2つの原子力発電所が計画され、建設された。そのうちの1つがこのロヴィーサ原子力発電所であり、こちらは主に東側陣営の技術で建設された。また、西側陣営の技術で建設されたのがオルキルオト原子力発電所である。
Loviisa 1、2の建設には西側陣営（ウェスティングハウス：アメリカ - 設備 / シーメンス：ドイツ - 工学技術）と東側陣営（アトムストロイエクスポルト：ソ連 - 原子炉技術）の両者によって形作られた混合企業体によって建設され、この対立下の2つの陣営による特殊な混合企業体には「Eastinghouse」というあだ名が与えられ、開発プロジェクトを率いた。
建設及び当初の操業はイマトラ電力（イマトラ・ヴォイマ - Imatram Voima Oyj）が行い、現在の操業はイマトラ電力から業務を引き継いだフォータム電熱（Fortum Power & Heat Oyj）が行っている。
この発電所の地下110mには、同発電所から排出される放射性廃棄物を保管するロヴィーサ処分場が設けられている。

## 立地
フィンランドの南部のロヴィーサの近くに位置するフィンランド湾に浮かぶヘストホメルン島(Hastholmen island)上に立地している。

## 発電設備
| 原子炉    | 炉型            | 主契約者     | 定格電気出力 | 運転開始 |
| --------- | --------------- | ------------ | ------------ | -------- |
| Loviisa 1 | VVER-440/V-213e | Eastinghouse | 48.8万Kw     | 1977年   |
| Loviisa 2 | VVER-440/V-213e | Eastinghouse | 48.8万Kw     | 1981年   |

## 発電設備（詳細）

### Loviisa 1
Loviisa 1は、ソ連型加圧水型原子炉（VVER）のVVER-440/213e型を使用している。これはVVERの第2世代VVER-440/213（eがついてない）に当時の西側陣営の安全水準に合わせた改造を加えた炉の設計になっている。Loviisa 1の営業運転終了は2027年の予定である。

### Loviisa 2
基本設計及び建設母体はLoviisa 1と同じであるが、いくつかの細かい変更が加えられている。
Loviisa 2は2030年に操業を停止する予定であり、今後（2011年8月現在）原子炉の増設またはリプレースが行われなければ2030年でロヴィーサ原子力発電所の業務は終了となる。

## 新設計画
フォータム電熱はこの発電所に新たな原子炉を設置する計画が立てた。
Loviisa 3は単体で100Kwの地域熱供給と80-160万Kwの電力供給が可能だった。しかし2010年4月21日、フィンランド政府はフォータム電熱によるロヴィーサでの新たな原子炉の建設を承認しない決定を下した。

## ロヴィーサの燃料サイクル
ロヴィーサ原子力発電所に利用する核燃料は、当初ソビエト連邦から輸入されていて、現在もロシア連邦から輸入されている。
使用済み核燃料の処理については、当初発電所から排出された使用済み燃料はすべてソビエト連邦に移送され、ソビエト連邦によって再処理される契約になっていた。だが、ソビエト連邦が解体したことに加え、使用済み燃料をロシア連邦へ移送することに懸念を示し続けていたノルウェー王国などアメリカ寄りの北欧諸国からの政治的な圧力もあり、国内での処理に舵を切った。

## 過去のトラブル

### 給水管の破断
1993年2月25日、Loviisa 2で給水ポンプを起動すると給水配管が破断し2次系の冷却水が漏洩するという事故が起きた。冷却水が漏洩した箇所は直ちに隔離され、蒸気発生器の水位も自動起動した補助給水ポンプにより制御された。この時、Loviisa 2は運転員により手動停止されユニットは安定した。この事故の原因は冷却水の流体振動による腐食が原因であると考えられている。
類似した事象は，1990年にLoviisa 1でも発生している。なお，この事象による所内外への放射性物質の放出はなく，INESによる評価レベルは2であった。